# Пістон (іграшка)

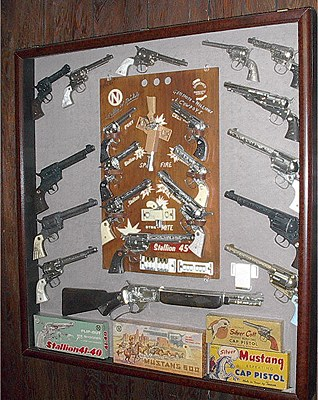
Іграшкова зброя, призначена для використовування пістонів

Пісто́н  — пристрій для імітації звуку пострілу в іграшковій зброї.

## Історія назви
Первісно «пістонами» (від фр. piston — «поршень») звалися капсулі бойових набоїв. За аналогією пізніше так стали звати схожі пристрої і в дитячій зброї.

## Використовування пістонів

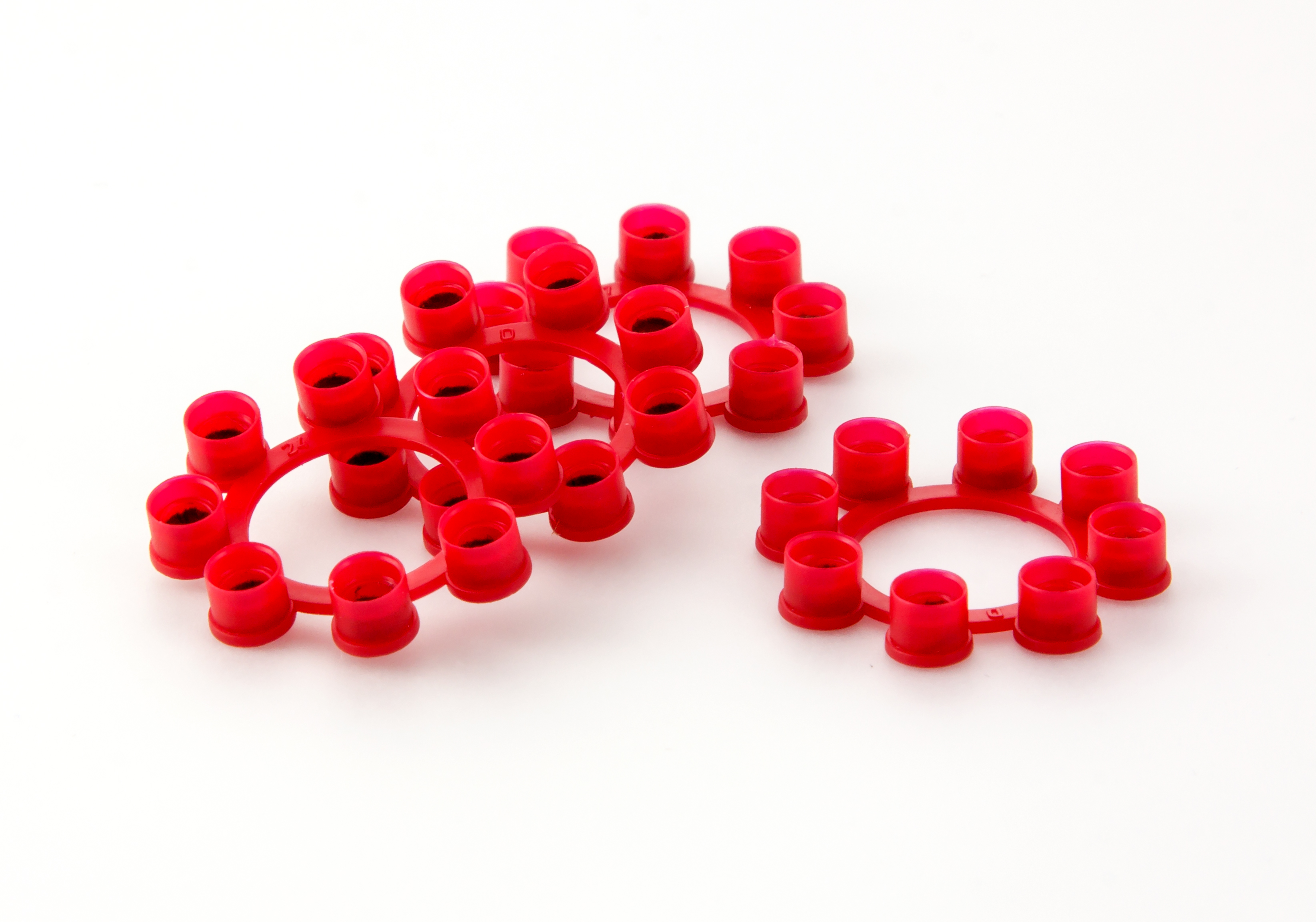
Пістони для іграшкових револьверів

Пістолети, револьвери, рушниці під пістони можуть бути зроблені як з металу, так і з пластику. Вони, як правило, повторюють зразки справжньої зброї («Макаров», «Вальтер», «Люгер», «Наган», «Беретта», «Браунінг», «Кольт», «Сміт-енд-Весон», ТТ та ін.). Якщо пістони належної якості, зброя з ними вважається повністю безпечною іграшкою: заряд речовини — мінімальний, спрацювати всі пістони в упаковці не можуть, бо для цього необхідна ударна дія бійчика.

## Склад пістонів
У пістонах можуть застосовуватися різні вибухові речовини. Колись популярними були такі суміші:
1. 39 часток бертолетової солі, 39 часток окису свинцю, 19 часток червоного фосфору, 3 частки смоли;
2. 75 часток бертолетової солі, стибію 15 часток, червоного фосфору 8 часток, декстрину 2 частки.

Крім того, існували й пістони хатнього приготування, зроблені зі суміші, зчищеної з голівок звичайних сірників, яка наклеювалась на паперові смужки силікатним клеєм.

## Види пістонів

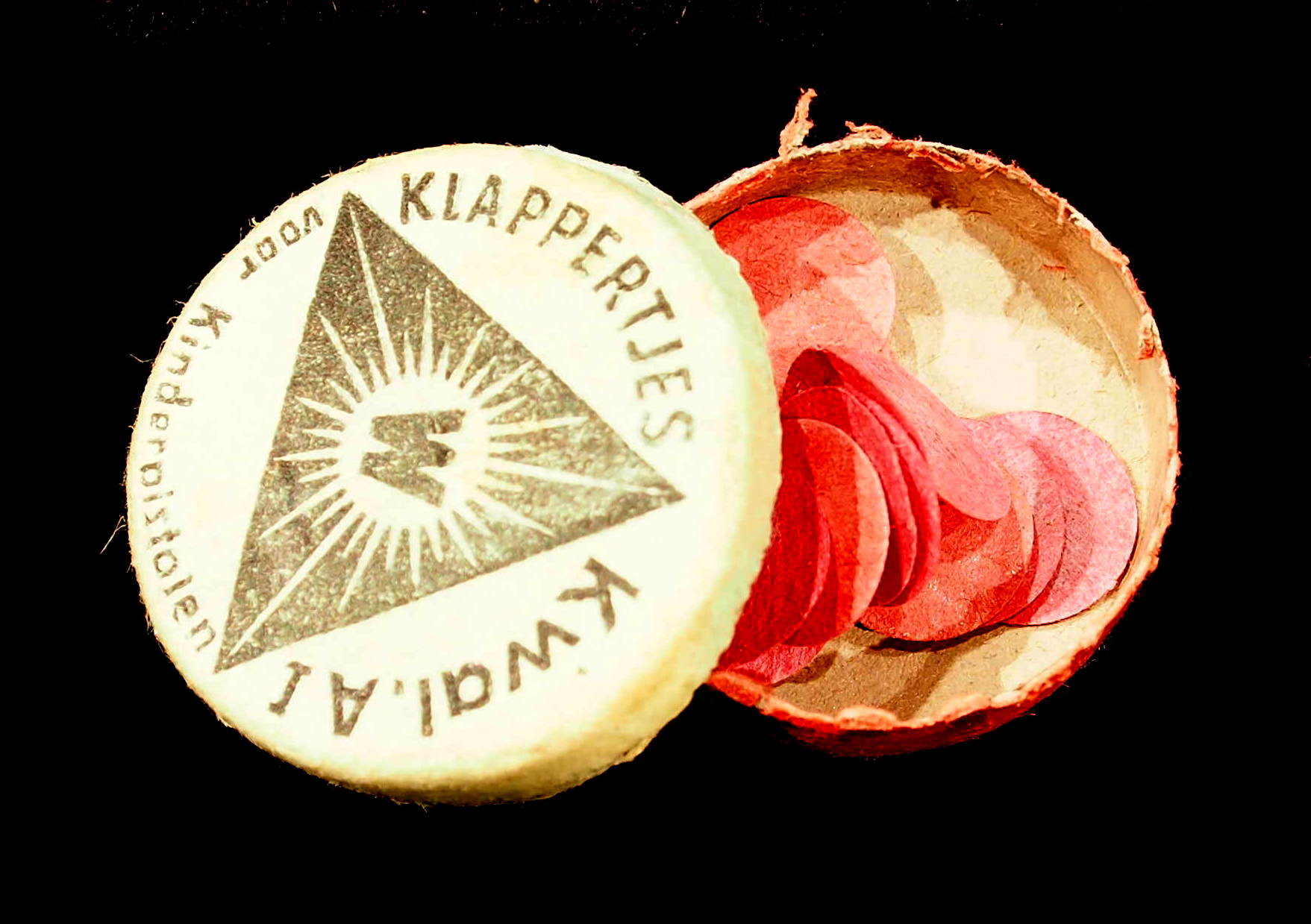
Коробочка з пістонами-облатками

Існує велике розмаїття пістонів. Перші пістони являли собою облатки зі двох склеєних паперових кружалець, між якими поміщалася вибухова речовина. Зараз пістони випускаються як у вигляді паперових стрічок з вибуховою сумішшю, так у вигляді кілець, на 5-8 пострілів, які вставляються у барабан іграшкового револьвера. Існують також пістони для іграшкових рушниць, що імітують мисливські. Вони мають форму кульок і вставляються в іграшкові набої, імітуючи капсуль.